# Golpe de Estado en Chile de 1973
El golpe de Estado en Chile del 11 de septiembre de 1973 fue una acción militar llevada a cabo por las Fuerzas Armadas de Chile conformadas por la Armada, la Fuerza Aérea, Cuerpo de Carabineros y el Ejército, para derrocar al presidente socialista Salvador Allende y al gobierno de la Unidad Popular. Tropas del ejército y aviones de la Fuerza Aérea atacaron el Palacio de La Moneda, la sede de gobierno. Allende se suicidó mientras las tropas militares ingresaban al Palacio.
Este golpe dio origen al establecimiento de una junta militar liderada por Augusto Pinochet. Chile, que hasta ese entonces se mantenía como una de las democracias más estables en América Latina, entró en una dictadura militar que se extendió hasta 1990. Durante este periodo, se cometieron sistemáticas violaciones a los derechos humanos, se limitó la libertad de expresión, se suprimieron los partidos políticos y se disolvió el Congreso Nacional.
Salvador Allende asumió en 1970 la presidencia de Chile, siendo el primer político de orientación marxista en el mundo que accedió al poder a través de elecciones generales en un Estado de Derecho. Su gobierno, de marcado carácter reformista, produjo una creciente polarización política en la sociedad y una dura crisis económica que desembocó en una fuerte convulsión social. Esto llevó a una acusación constitucional por parte del Congreso poco antes del golpe. Sin embargo, la posibilidad de ejecutar un golpe de Estado contra el gobierno de Allende existió incluso antes de su elección. El gobierno de Estados Unidos, dirigido por el presidente Richard Nixon y su secretario de Estado Henry Kissinger, influyeron decisivamente en grupos opositores a Allende, financiando y apoyando activamente las condiciones para la ejecución de un golpe de Estado. Dentro de estas acciones se encuentran el asesinato del general René Schneider y el Tanquetazo, una sublevación militar el 29 de junio de 1973.[cita requerida]
Según el historiador Sebastián Hurtado, la ayuda estadounidense al golpe habría sido indirecta, afirmando que «no hay evidencia documental que sostenga que Washington actuó activamente en la coordinación y ejecución de las acciones del 11 de septiembre de 1973 (mismo)». Sin embargo, el interés de Richard Nixon desde el principio fue que el gobierno de Allende no fuese consolidado en el tiempo.
Tras el Tanquetazo, grupos dentro de la Armada de Chile planearon derrocar al gobierno, al que posteriormente se sumaron los altos mandos de la Fuerza Aérea y grupos dentro de Carabineros. Días antes de la fecha planificada para la acción militar, se sumó Augusto Pinochet, comandante en jefe del Ejército. En la mañana del 11 de septiembre de 1973, las cúpulas de las Fuerzas Armadas y de Orden lograron rápidamente controlar gran parte del país exigiendo la renuncia inmediata de Salvador Allende, quien se refugió en la sede de gobierno.
Hasta hoy este evento histórico divide al país (según encuesta CERC-MORI realizada en el 50.º aniversario del suceso, 36 % de chilenos afirma que militares tuvieron razón en su actuar). Testimonio de la discrepancia es que algunos ideólogos y partidarios del golpe de Estado aun lo califican o justifican como «pronunciamiento militar», denominación que opositores rechazan por considerarla eufemística o agraviante.

## Chile antes del golpe de Estado

### Victoria electoral de la Unidad Popular
Tras quedar en primer lugar en la elección del 4 de septiembre de 1970 con el 36,63 % de los votos —constituyendo así la primera mayoría relativa—, Allende fue elegido, en definitiva, presidente por el Congreso el 24 de octubre. La propuesta de Allende y la Unidad Popular era transformar a Chile en un régimen socialista, siguiendo un curso distinto al de otros países, al que se ha llamado «vía chilena al socialismo, con sabor a empanadas y vino tinto». Esta nueva vía al socialismo, por medios pacíficos y democráticos, tuvo inicialmente el visto bueno de gran parte de la Democracia Cristiana, que no solo apoyó la elección de Allende en el Congreso en 1970, sino que también, en su anterior gobierno, ya había sentado las bases para procesos de cambio históricos como la reforma agraria o la nacionalización del cobre. El apoyo inicial a este modelo —que se reflejó en el 49 % de los votos en las elecciones municipales de 1971— se fue perdiendo por el deterioro de la situación económica, debido a la poco feliz medida de imprimir más dinero sin respaldo, lo que produjo un exceso del circulante y, como consecuencia, un incremento en la inflación.

#### Proclamación de Allende
Debido a que ningún candidato alcanzó la mayoría absoluta en la votación popular en la elección presidencial de 1970, le correspondió al Congreso Pleno determinar quién sería el presidente, entre las dos primeras mayorías relativas, el 24 de octubre de 1970.
El triunfo obtenido por Allende el 4 de septiembre de 1970 planteó a las fuerzas opositoras dos alternativas: se respaldaba a la primera mayoría relativa en el Congreso —como tradicionalmente se había hecho en Chile—, o se trataba de impedir que el candidato marxista asumiera el gobierno.
Para la derecha, la opción consistía en que no se respetara la tradición en el Congreso Pleno, de modo tal que, con sus votos más los de la Democracia Cristiana, éste eligiese a Alessandri, quien había alcanzado la segunda mayoría. Su teoría era que Alessandri renunciaría sin asumir y se convocaría a una nueva elección presidencial, en que se presentaría Frei, y vencería con los votos de ambos sectores. La DC no aceptó la fórmula, y en este partido se impuso la tesis de Tomic: reconocer el triunfo de Allende a cambio de un Estatuto de Garantías, el cual posteriormente resultó aprobado como reforma a la Constitución en 1971.
Para evitar la llegada de Allende a la presidencia, Roberto Viaux, junto a miembros de Patria y Libertad planearon el secuestro de René Schneider, con el fin de provocar la intervención de las fuerzas armadas y evitar la sesión del Congreso Pleno. El 19 de octubre de 1970, un grupo de hombres equipados con granadas de gas lacrimógeno intentó secuestrar a Schneider a la salida de una cena oficial. La tentativa falló porque el general abandonó el recinto en su automóvil privado y no en el vehículo oficial previsto por los hombres de Viaux.
El segundo intento de secuestro se realizó a las 08:00 del 22 de octubre de 1970, cuando el automóvil oficial de Schneider fue bloqueado por cuatro vehículos en la esquina de Avenida Américo Vespucio con Martín de Zamora (comuna de Las Condes) y un grupo de jóvenes rodeó el del General, destrozando con martillos los cristales traseros y la puerta lateral trasera. Al percatarse de que Schneider tomaba su arma para repeler la acción, los secuestradores dispararon sobre él, impactándolo con tres balas, y luego huyeron. El cabo-chófer, Leopoldo Mauna Morales, al ver desangrándose al comandante en jefe, lo llevó al Hospital Militar.
Debido a su gravísimo estado, el general sufrió un paro cardíaco, falleciendo a las 07:50 del 25 de octubre de 1970,
La Doctrina Schneider era un principio de apego al orden constitucional, respeto de la voluntad ciudadana y no intervención en política por parte del Ejército de Chile. Encarnada por el general chileno, permitió la elección de Salvador Allende como presidente de Chile, y era el principal obstáculo ideológico para un golpe de Estado militar contra él.

### Gobierno de la Unidad Popular

#### Violencia en las calles
La violencia, desatada por grupos radicales de adherentes y opositores al gobierno, como el MIR en la extrema izquierda o Patria y Libertad en la extrema derecha, provocó un clima de confrontación, que se fue expandiendo a todos los ámbitos de la sociedad, llegando incluso a los sectores de élite de la sociedad, que siempre se habían encontrado al margen de las convulsiones sociales, económicas y políticas del país.
En este período los enfrentamientos callejeros, entre grupos de extrema izquierda y de ultraderecha, frecuentemente daban como resultado heridos de diversa consideración, llegándose a la muerte de algunas personas. Además se desataron enfrentamientos de grupos políticos y sindicatos contra efectivos de Carabineros, entre los que destaca los enfrentamiento de los mineros de El Teniente en Santiago, el 15 de junio de 1973, que terminó con la muerte del obrero Milton Da Silva, además de 64 heridos y más de 100 detenidos. Uno de los hechos de mayor connotación pública fue el asesinato de Edmundo Pérez Zujovic, exministro del interior del Gobierno de Eduardo Frei Montalva ejecutado por la Vanguardia Organizada del Pueblo (VOP) el 8 de junio de 1971. 
Grupos de ultraderecha surgidos al alero del Partido Nacional, junto al movimiento Patria y Libertad, intentaron por diferentes medios violentos terminar con el gobierno, siendo apoyados y financiados por la CIA, que también conspiraba para terminar con el gobierno de la Unidad Popular. En 1973, una vez que los métodos democráticos para deponer a Allende fracasaron, intensificaron su campaña de atentados con bombas y ataques para desestabilizar al gobierno.
Entre las acciones de estos grupos figura el asesinato del comandante de la Armada Arturo Araya Peeters, edecán naval del Presidente Allende; diversos atentados con bomba a torres de alta tensión y oleoductos; el asesinato de militantes de izquierda; y varios atentados a embajadas (por ejemplo, las de Cuba y la Unión Soviética), sedes de partidos políticos de izquierda y radioemisoras. El 14 de mayo de 1973 fueron allanados varios locales de Patria y Libertad, encontrándose numeroso armamento y explosivos, luego del llamado de su líder Roberto Thieme, desde Argentina, a desencadenar una guerra civil.

#### Renuncia el general Prats
Finalmente cae el general Carlos Prats. El día 21 de agosto, una manifestación de esposas de generales se produce frente a su casa, a la que llegan a protestar también varios oficiales de civil contra él. Es insultado y agredido. Al ser deshecha la manifestación por Carabineros, ésta se vuelve a organizar con más fuerza. Llegan al lugar Augusto Pinochet (considerado el segundo de Prats), Allende y sus ministros. Todos son abucheados. Deprimido y desilusionado, pide a los generales que reafirmen su lealtad para con él; como sólo unos pocos lo hicieran, resuelve renunciar a la comandancia en jefe. Recomienda pues a Allende que el cargo sea ocupado por Augusto Pinochet Ugarte, quien tenía una hoja de vida estimada como limpia, siendo caracterizado como un soldado profesional y apolítico.

#### El Congreso declara el grave quebrantamiento del orden constitucional y legal de la República
El 22 de agosto la Cámara de Diputados en la cual la oposición tenía mayoría, aprueba un texto en el que señala la existencia de un grave quebrantamiento del Orden Constitucional y legal de la República; causada por la negativa del ejecutivo a promulgar la reforma constitucional de las tres áreas de la economía, a pesar de haber sido aprobadas por el Congreso, y actuando en contra de la constitución.

“Primero - Representar a S.E., el Presidente de la República y a los señores Ministros del Estado miembros de las Fuerzas Armadas y del Cuerpo de Carabineros, el grave quebrantamiento del orden constitucional y legal de la República;
Segundo- Representarles, asimismo, que les corresponde poner inmediato término a todas las situaciones de hecho referidas, que infringen la Constitución y las leyes, con el fin de encauzar la acción gubernativa por las vías del Derecho y asegurar el orden constitucional de nuestra patria y las bases esenciales de convivencia democrática entre los chilenos;
Tercero- Declarar que, si así se hiciere, la presencia de dichos señores Ministros en el Gobierno importaría un valioso servicio a la República. En caso contrario, comprometerían gravemente el carácter nacional y profesional de las Fuerzas Armadas y del Cuerpo de Carabineros, con abierta infracción a lo dispuesto en el artículo 22 de la Constitución Política y con grave deterioro de su prestigio, y
Cuarto - Trasmitir este acuerdo a S.E., el Presidente de la República y a los señores Ministros de Hacienda, Defensa Nacional, Obras Públicas y Transportes y Tierras y Colonización”.

Existía un solo camino: la acusación constitucional, según el procedimiento expresamente contemplado por la Constitución Política del Estado. Procedimiento que nunca se llevó a cabo.

#### Marinos antigolpistas
Existió un intento de un grupo de cabos, sargentos, suboficiales, marineros y personal civil —sin participación de oficiales— de parar el golpe de Estado en marcha al interior de la Armada, denunciándolo a las autoridades y llegando a la toma de barcos y detención de los oficiales para alertar al país sobre la subversión en desarrollo, y galvanizar así a la opinión pública en defensa del gobierno.
Algunos marinos se reúnen con Carlos Altamirano Orrego, secretario general del Partido Socialista, para advertirle de los intentos golpistas, siendo estos marinos los primeros procesados por la Armada. El 9 de septiembre de 1973 Altamirano lanza el discurso que le ha hecho fama, catalogado de incendiario por los sectores favorables al golpe. En este discurso reivindica su derecho a recibir informes de cualquiera que denuncie conspiraciones, "Si pudiera hablaría de nuevo con ello". Si se intenta un golpe, Chile será un segundo “Vietnam heroico”, dice.
Por su parte, la Corte Suprema ordenó a la Corte de Apelaciones de Valparaíso resolver con rapidez la petición de desafuero de Altamirano —solicitada por la Armada—, la cual sería vista en el tribunal el día 11 de septiembre.

#### Prensa chilena hacia 1973
Durante el gobierno de Salvador Allende, los medios de comunicación masivos desempeñaron un papel fundamental en cuanto a la formación de criterio de la población. Prensa, radio y televisión apoyaron abierta y directamente a la derecha e izquierda chilenas polarizando las diferencias entre ambos sectores.
Además, manipularon la información con tal de cumplir cualquiera de sus dos fines: desacreditar las acciones y la figura del mandatario chileno o bien, reconocer sus méritos y engrandecer sus esfuerzos por establecer el socialismo como forma de gobierno.
Durante las campañas presidenciales de 1970, la prensa de derecha, por ejemplo, comenzó una campaña publicitaria contra la coalición de la Unidad Popular que tenía como objetivo desacreditar al socialismo y despertar el miedo entre la población chilena.
Una vez que Salvador Allende asumió la presidencia, la noticia sirvió como pretexto para defender los intereses de la burguesía, que se encargó de decidir cuáles noticias debían tener una circulación preferencial y manejaron constantemente la ironía, el ridículo, el apodo ofensivo y el insulto. Incluso, documentos desclasificados de la CIA de Estados Unidos revelan que el gobierno estadounidense financió periódicos y revistas de derecha en perjuicio del gobierno de Allende.
Sin embargo, la llegada de Salvador Allende a la presidencia, favoreció el surgimiento y crecimiento de diversas publicaciones de izquierda cuyo objetivo principal fue apoyar la propuesta socialista del nuevo mandatario. Entre estos se encuentran: las revistas Ramona y Punto Final.

#### Asesinato del edecán naval del presidente Allende

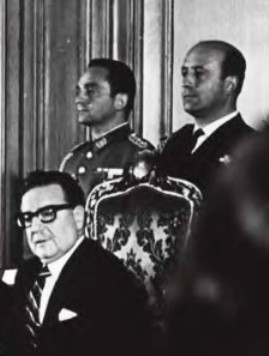
El edecán Arturo Araya Peeters (derecha) con el presidente Salvador Allende (1971).

En julio de 1973 militantes de Patria y Libertad asesinan al edecán naval del presidente Salvador Allende, comandante Arturo Araya Peeters. Este sufrió un disparo de un francotirador frente a su domicilio.
Hasta ahora no hay concordancia entre los relatos de los testigos y las pruebas forenses que determinan que el disparo mortal fue desde arriba, ya que se especula que los miembros de Patria y Libertad se encontraban en una posición baja respecto al comandante.

“la trayectoria intracorporal seguida por el proyectil, estando el cuerpo en posición normal, es de adelante hacia atrás, de izquierda a derecha y ligeramente de arriba hacia abajo. El disparo corresponde a los llamados de larga distancia en medicina legal y es de tipo homicida”.
Informe de Autopsia del Edecan Araya Peeters.

En los muros de la casa de Fidel Oteíza 1953, en la comuna de Providencia, donde vivía el capitán de navío Arturo Araya Peeters, quedaron marcados, pasada la 01.30 horas de ese día 27 de julio de 1973, cinco impactos de proyectiles. Con la bala que mató al edecán sumaron seis los disparos hechos en dirección al balcón del segundo piso de su casa, que miraba directo al norte, hacia avenida Providencia.
Un total de 32 miembros de Patria y Libertad, cuyo fundador era Pablo Rodríguez Grez, fueron detenidos y procesados por la Fiscalía Naval, pero todos quedaron libres tras algunos tirones de orejas. Solo uno de ellos, Guillermo Claverie, luego de haber estado un tiempo prófugo, resultó condenado a tres años y un día de prisión como autor material del crimen, pena que tampoco cumplió ya que, al final, todos los conspiradores fueron indultados en 1981 por Augusto Pinochet Ugarte, “por servicios prestados a la Patria". Guillermo Claverie no solo no cumplió cárcel sino que fue indultado por José Toribio Merino.
Entre ellos, destacaban: el presunto autor de los disparos (Guillermo Claverie), una dirigente de la Juventud del Partido Nacional y del Comando Rolando Matus -Uca Eileen Lozano-, el hijo "Patria y Libertad" del conocido empresario panadero Castaño, Odilio Castaño Jiménez; el militante de Patria y Libertad, Luis "Fifo" Palma Ramírez, que dos años después tendría una destacada participación en el SIFA y en las desapariciones del Comando Conjunto, un sobrino CRM del psiquiatra de la DINA, Laihlacar, de apellidos Potin Laihlacar, el dirigente de la DR, Guillermo Schilling, y un militante del CRM, Miguel Sepúlveda Campos, hijo de un conocido almirante retirado.
De acuerdo a peritajes forenses y balísticos efectuados en el 2005, ninguna de las armas encontradas disparó el proyectil calibre 22 Long Rifle que mató al edecán, ni disparó las cuatro vainillas (tres marca Orbea y una marca Remington) calibre 22 Long Rifle encontradas en la calle frente a la casa del edecán. Otras siete vainillas halladas en Providencia con Lyon fueron percutidas por la misma arma que disparó frente a la casa del edecán las tres vainillas Orbea. Pero el arma que usó Claverie, de la cual presumiblemente provinieron los disparos que arrojaron las 11 vainillas Orbea referidas, desapareció. Por ello, nunca se pudo establecer científicamente que fue ese rifle automático el que las disparó.

“A su padre lo mató un tirador escogido que le disparó desde el frente, de esa casona que todavía existe y que era un colegio de monjas”
 Conclusión de la Policía de Investigaciones de Chile según los hijos del Comandante Araya Peeters anulada por el Golpe de Estado del 11 de septiembre de 1973.

El asesinato del edecán Araya está siendo nuevamente investigado por la jueza del 17º Juzgado del Crimen de Santiago, Patricia González. La magistrada dictó en marzo de 2005 una orden de investigar a la Brigada de Asuntos Especiales y Derechos Humanos de la policía civil. A ello se suma otra querella que los hijos del edecán interpusieron en contra de Jorge Ehlers y otros civiles que formaron parte del complot.

## Preparativos del golpe

### Contexto histórico
La existencia de intervención extranjera en Chile se enmarca en un contexto mundial en que Estados Unidos consideraba como prioritario impedir el avance del comunismo y el socialismo en América Latina. Sin embargo, considerando la polarización política local y el desempeño del gobierno de la Unidad Popular, no existe consenso académico sobre si dicha intervención (expresada fundamentalmente en apoyo económico a medios de comunicación, partidos políticos y organizaciones opositoras) jugó o no un papel determinante en el desarrollo de los acontecimientos.
Nixon, apenas asumido, ordenó derrocar a Allende mediante el Proyecto FUBELT, más conocido como Track II.
Una serie de documentos desclasificados de la Casa Blanca publicados en 2009 revelaron que Nixon, durante su gestión, ofreció dinero y ayuda discreta al dictador brasileño Emilio Garrastazu Médici para influir a las fuerzas armadas chilenas con el fin de derrocar a Allende.
De acuerdo con papeles oficiales secretos divulgados por la organización no gubernamental National Secret Archives, Nixon le preguntó a Médici, en un encuentro en la Casa Blanca el 9 de diciembre de 1971, si los militares chilenos eran capaces de derribar a Allende, a lo cual Médici le respondió que sí y «dejó claro que Brasil estaba trabajando con ese objetivo».

### Conspiración golpista
La Cofradía fue un núcleo importante en la conspiración para organizar el golpe de Estado contra Salvador Allende. Todos sus miembros ocuparán cargos relevantes en el gobierno de facto. Tanto dentro de él o desde fuera. Las reuniones se efectúan a manera de comidas rotativas en casa de cada uno de los miembros.
Todos, tanto civiles como militares, tendrán activa participación en la sedición contra el gobierno de Salvador Allende, en desatar el golpe y durante la dictadura.
La coordinación de la intervención se centró en Viña del Mar, como lo afirmaría después el general Carlos Prats en The Times de Londres:

Fue allí en Valparaíso donde los oficiales comprometidos en la conspiración se reunieron en secreto con un oficial de Marines estadounidense, el mismo que después mantendría contactos con el almirante José Toribio Merino, Jefe de la Armada en Valparaíso e integrante de la Cofradía Náutica del Pacífico Austral, ente primigenio del golpe. Ese hombre era el teniente coronel Patrick Ryan de la Oficina de Inteligencia Naval.
General Carlos Prats en The Times de Londres.

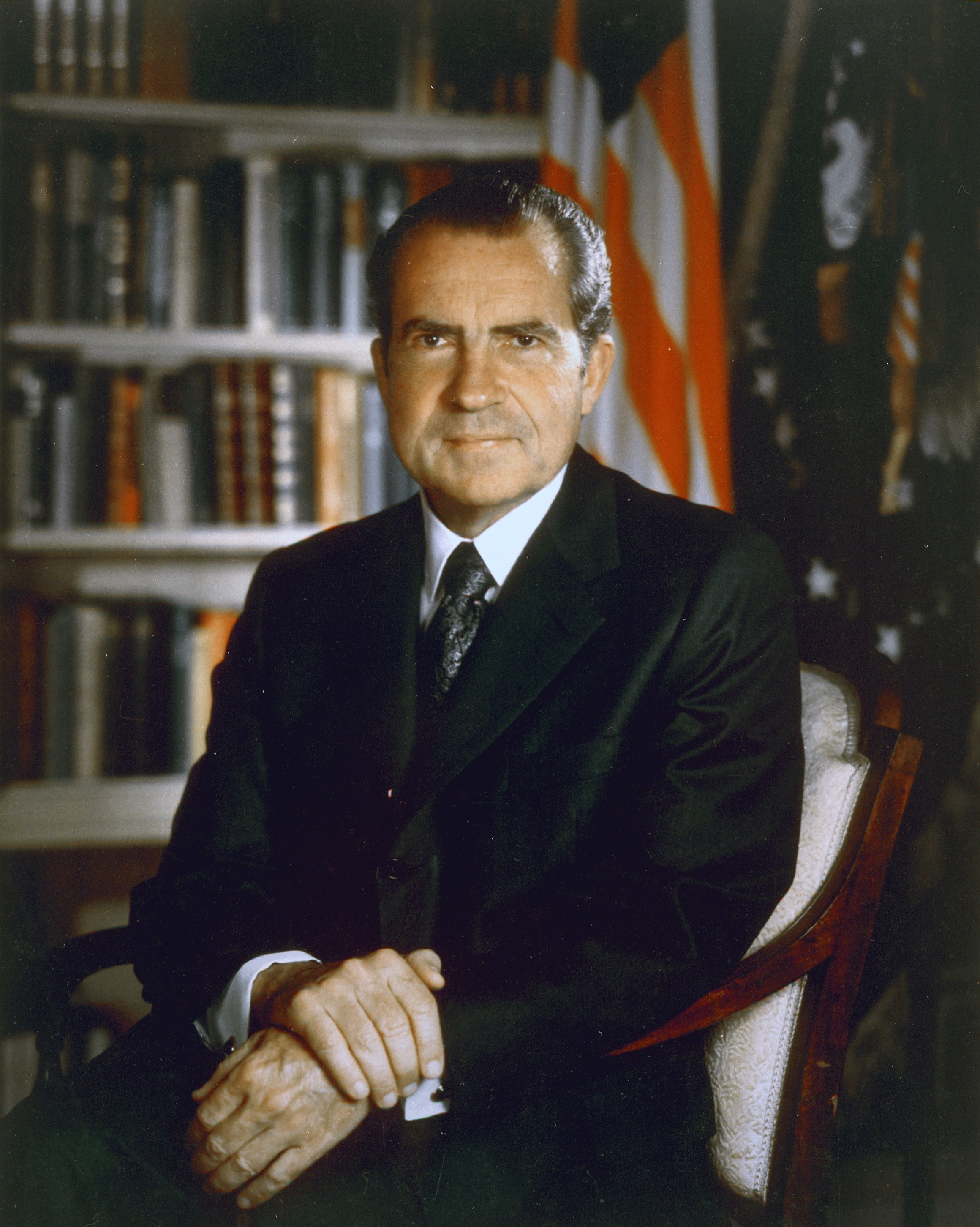
Richard Nixon, presidente de Estados Unidos durante el golpe de Estado de 1973.

La misma Agencia de Horman citaría dos años más tarde estas reuniones entre personal diplomático y naval estadounidense con los sediciosos chilenos.

Varios agentes de la CIA que operan en Chile están implicados en las actividades de grupos abiertamente sediciosos, sin que esté libre de sospecha el embajador Nathaniel Davis, quien estuvo en Guatemala en el período en que asesores diplomáticos y militares ayudaron a organizar grupos terroristas fascistas como La Mano Blanca, Nueva Organización Anticomunista y el Consejo Anticomunista de Guatemala, que asesinaron a miles de estudiantes, trabajadores y campesinos.
Agencia FIN

En los días posteriores a la estrecha elección de Salvador Allende como presidente de Chile el 4 de septiembre de 1970, Henry Kissinger sostuvo una serie de conversaciones telefónicas urgentes sobre «cómo hacerlo» en Chile. «No permitiremos que Chile se vaya por el desagüe», le dijo Kissinger en una de esas llamadas al director de la CIA, Richard Helms, quien le respondió «estoy contigo».
El 15 de septiembre, durante una reunión de quince minutos en la Casa Blanca a la que asistió Kissinger, el presidente Nixon instruyó al director de la CIA, Richard Helms, de que la elección de Allende era inaceptable, ordenando a la agencia actuar con su ya conocida frase «haremos chillar a la economía chilena», como lo registró Helms en sus apuntes.
La CIA lanzó una campaña masiva de operaciones encubiertas –primero para impedir que Allende asumiera el gobierno, y cuando esa estrategia fracasó, para minar su gobernabilidad. «Nuestra principal preocupación en Chile es la posibilidad de que Allende se consolide, y que su imagen ante el mundo sea su éxito», dijo Nixon ante su Consejo de Seguridad Nacional el 6 de noviembre de 1970, dos días después de que Allende iniciara su gobierno.
En diciembre de 1970 el Servicio de Inteligencia Secreto de Australia (ASIS), a petición de la CIA, autorizó, la apertura de una oficina secreta en Santiago de Chile para llevar adelante desde 1971, en los primeros meses del gobierno de Allende «operaciones de espionaje clandestinas», en el marco del «esfuerzo multinacional para desestabilizar al Gobierno» de la Unidad Popular. Esto fue revelado por el Archivo de Seguridad Nacional estadounidense en 2021 mediante la desclasificación de documentos inéditos que revelaron la colaboración que prestó Australia a la CIA para apoyar la intervención de Estados Unidos en Chile.
Llevando a cabo la orden de Nixon, en los años siguientes el gobierno de Estados Unidos «estranguló» la economía de Chile, según Henry Kissinger. Los bancos congelaron créditos y el gobierno congeló la ayuda económica. El Banco Mundial y otras instituciones financieras internacionales dominadas por Estados Unidos cancelaron préstamos. La ITT formó un comité de representantes de corporaciones estadounidenses para fraguar una estrategia contra Allende, de la mano con la administración Nixon. Se enviaron agentes de la CIA a sabotear la economía y fomentar un movimiento de oposición contra el gobierno de Allende, como la huelga de camioneros que paralizó el sistema de transporte.
Obligado a buscar fuentes alternativas de comercio y finanzas, Chile obtuvo compromisos de la Unión Soviética para invertir unos $ 400 millones en Chile en los próximos seis años.
El gobierno de Allende estaba decepcionado de haber recibido mucha menos ayuda económica de la Unión Soviética de lo que esperaba. El comercio entre los dos países no aumentó significativamente y los créditos se vincularon principalmente a la compra de equipos soviéticos. Además, los créditos de Rusia fueron mucho menores que los proporcionados por China y los países de Europa del Este. Cuando Allende visitó la Unión Soviética a fines de 1972 en busca de más ayuda y líneas de crédito adicionales, fue rechazado.
El historiador Christopher Andrew afirma, basándose en las notas escritas a mano del presunto archivero de la KGB Vasili Mitrojin, de que Allende estaba conectado a la KGB. Sin embargo, la creencia de que Allende era un agente de la KGB no es universal.
Las declaraciones del General de la KGB Nikolái Leonov, exjefe Adjunto de la Primera Dirección Principal del Comité de Seguridad del Estado de la KGB, establecen que la Unión Soviética apoyó al gobierno de Allende económica, política y militarmente. Leonov declaró en una entrevista en el Centro de Estudios Públicos (CEP) que el apoyo económico soviético incluyó más de $100 millones en crédito, tres barcos de pesca (que distribuyeron 17.000 toneladas de pescado congelado a la población), fábricas (como ayuda después del Terremoto de Illapel de 1971), 3.100 tractores, 74.000 toneladas de trigo y más de un millón de latas de leche condensada.

### Primeras reuniones golpistas
La primera reunión para elaborar el plan económico del golpismo se realiza con la mayoría de los economistas, en agosto de 1972 en el Círculo Español, en Santiago. Los economistas que son demócrata cristianos acuerdan incorporarse a la elaboración del plan económico pedido por los marinos y al mismo tiempo mantener informado a Eduardo Frei Montalva como lo hacen los otros economistas con el Partido Nacional.
El golpe de Estado, en agosto, era planeado prácticamente por la totalidad de la plana superior de la Armada de Chile, salvo por el almirante Raúl Montero y alguno que otro oficial constitucionalista, que no representaba peso alguno dentro del estamento castrense, o bien, se encontraba aislado de las bases. La cuestión es que la Armada obedecía de facto al Vicealmirante José Toribio Merino. Algo similar sucedía en la Aviación, donde la excepción la marcaba el general César Ruiz, cabeza de la entidad. Pero, al retirarse este último del Ministerio de Obras Públicas y Transporte (que había asumido como consecuencia del «Tanquetazo»), Allende lo obliga a renunciar a ambos cargos, el de Ministro y Comandante, asumiendo en su lugar ese cargo militar, el general Gustavo Leigh, opositor al gobierno. El Ejército estaba dividido, pero la balanza tendía cada vez más a favor de aquellos que propugnaban la opción del golpe, siendo la posición contraria la llevada por su comandante en jefe, Carlos Prats. En Carabineros, por último, estaban a favor del golpe no más que dos o tres generales de baja antigüedad, entre ellos el general César Mendoza, quien al 11 de septiembre ocupaba el cargo de Director de Bienestar en la institución.

### Las Fuerzas Armadas

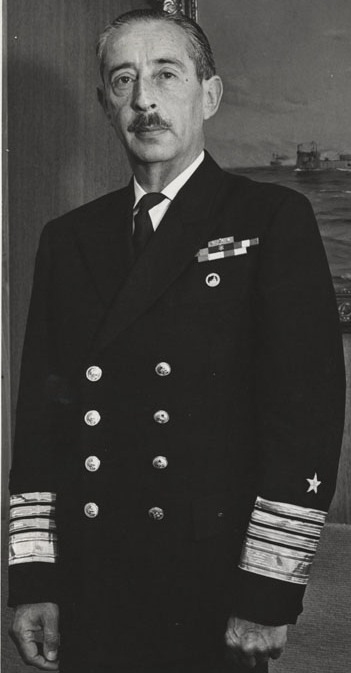
José Toribio Merino.

De acuerdo al historiador Pablo Seguel, el Tanquetazo, sublevación militar ocurrida en junio de 1973, abrió una nueva coyuntura que facilitó el involucramiento de las Fuerzas Armadas chilenas en los siguientes tres ámbitos: en el psicológico, de inteligencia y táctico-militar. Integrantes de las Fuerzas Armadas de este país y de la futura dictadura militar coincidirían en sus apreciaciones sobre el Tanquetazo. El futuro dictador, Augusto Pinochet, señaló que el fracaso del Tanquetezo fue una acción útil para que la izquierda develara sus dispositivos, sus ubicaciones en los edificios y su organización. De forma similar, José Toribio Merino manifestó que el fracaso de la operación permitió la identificación de los niveles de respuesta y percepciones de los oficiales frente a una acción de sedición.
Las Fuerzas Armadas de Chile estaban preparadas para el alzamiento mucho antes de pensar en él. El Ejército tenía «planes de contrainsurgencia», para el caso de que una subversión sobrepasase a las Fuerzas de Orden (Carabineros). Este plan consistía en dividir al país en diferentes secciones, estableciendo para cada una un plan de acción, dirigido en contra de la posible insurgencia. Este plan es la base prima de los golpistas, quienes sólo tuvieron que adaptarlo a las nuevas circunstancias.
El problema era el general Prats, que mantenía su lealtad al presidente y tenía a la guarnición de Santiago y al Comando de Institutos Militares en manos de gente cercana (generales Sepúlveda y Pickering).
Se tenía que adelantar el golpe para antes de fiestas patrias, porque si se retardaba mucho podía ocurrir otro tanquetazo, que permitiría limpiar de oficiales que apoyaban el golpe de la plana del ejército. Pero cayó Prats, así Sepúlveda y Pickering renunciaron en un gesto de solidaridad. El nuevo comandante en jefe es Pinochet, del cual no se sabe si apoya o no el golpe.
El día viernes 7 de septiembre los generales fijan el día D, el 11 de septiembre, y la hora H (6:00 horas en Valparaíso y 8:30 horas el resto del país).
El sábado se envía al general Sergio Arellano Stark a hablar con Augusto Pinochet, le explica la situación y le dice que va a haber golpe con o sin su apoyo, a lo que Pinochet responde: “¡Yo no soy marxista, mierda!” y golpea el sillón en que estaba sentado. El general Arellano interpreta su gesto como apoyo al golpe, y se lo comunica a Leigh y a Merino, pero todavía no hay nada claro con Pinochet.
Se rumorea que el domingo en la mañana Allende se reunió con el comandante en jefe y otros generales. Allí supuestamente les explica que pretende anunciar un plebiscito. Sería la última vez que se verían los dos protagonistas de este capítulo de la historia de Chile. Pasada la tarde, Leigh visitó a Pinochet, quien (según el testimonio de Leigh), todavía vacilaba. Llegaron a la casa de Pinochet el contralmirante Sergio Huidobro y el capitán de navío Ariel González, venían para saber la posición del ejército.
Huidobro sacó un papel firmado por Merino que ratificaba el día D y la hora H, dirigiéndose a «Augusto» y «Gustavo».
«Los saluda con esperanzas de comprensión. J.T. Merino».
Y al reverso:
«Gustavo: es la última oportunidad. J.T.»
«Augusto: Si no pones toda la fuerza en Santiago desde el primer momento, no viviremos para ver el futuro. Pepe»
Leigh y Pinochet firmaron el documento. El comandante en jefe del Ejército se acababa de plegar al golpe, la suerte estaba echada.
Según datos recogidos por prensa de la época, las fuerzas armadas se componían de 24 000 hombres en el ejército, agrupados en 6 regimientos de caballería, 16 de infantería y 1 de artillería; 8500 en la fuerza área para operar 45 aviones de combate, 90 de transporte y 30 helicópteros; 15 000 en la armada con 3 cruceros, 4 destructores y 2 submarinos; y 25 000 carabineros con armamento de infantería.
Según Juan Manuel Abal Medina, el presidente argentino «Perón le envió dos emisarios a Allende, con ocho días de diferencia, diciendo que la conspiración estaba absolutamente en marcha y que la encabezaba Augusto Pinochet». Abal Medina contó también que el presidente chileno tomó nota del mensaje.

### Intervención estadounidense

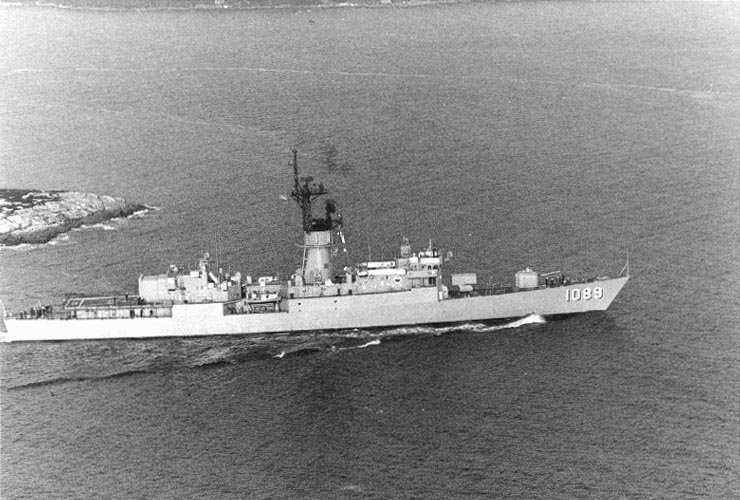
La fragata USS Jesse L. Brown (FF-1089) estuvo en las afueras de Valparaíso

El encargado fue el vicealmirante Frederick J. Harlfinger II. Es de común consenso entre los estudiosos del golpe de 1973, que fue un plan casi exclusivamente naval con miembros de la Fuerza Aérea a la que se sumó a última hora Pinochet y el Ejército de Chile. Los organismos de inteligencia naval de Estados Unidos tenían libre acceso a las dependencias de la Armada y al Ministerio de defensa. El Golpe Naval se hizo bajo la cobertura de la Operación UNITAS. Muchos de los oficiales de la Office of Naval Intelligence que participaron en las etapas previas y en las acciones primeras del golpe estaban embarcados en Buques de la Armada de los Estados Unidos navegando en las afueras de Valparaíso.
Los barcos de la Armada de los Estados Unidos en la Operación UNITAS XIV fueron: el crucero USS Richmond K. Turner, destructor USS Vesole, de la fragata misilera USS Talbot y del submarino convencional USS Trumpetfish. En forma anexa había barcos que acompañaban por afuera, encargados de la comunicación con el Pentágono. La fragata USS Jesse L. Brown estuvo en las afueras de Valparaíso sirviendo de nexo directo con el Pentágono. El Jesse Brown es de un tipo especial de destructor destinado a la guerra electrónica. Otro de los de la clase, fue el USS Maddox, famoso por el incidente del golfo de Tonkín. También es reportada la presencia de un barco CIA ultrasecreto.
Según el analista Peter Kornbluh, del Centro de Investigación Periodística de Chile, los archivos desclasificados de la CIA en 2017 revelan que la CIA contó entre sus agentes chilenos con, al menos, un líder del Partido Demócrata Cristiano, dos directivos de El Mercurio y un alto oficial del Ejército.

## El 11 de septiembre

### Valparaíso
El 10 de septiembre, a las 16:00 horas, zarpa la escuadra, tal y como estaba previsto, ya que debe participar en las maniobras navales internacionales UNITAS XVI. Mientras el Ejército se acuartela. La razón dada: el probable desafuero de Altamirano y Garretón el día 11. Este desafuero, según explicó Pinochet al Ministro de Defensa Orlando Letelier, podía causar disturbios, por lo que se hacía necesario el acuartelamiento.
En la madrugada del 11 de septiembre, la escuadra reaparece en Valparaíso y las fuerzas armadas toman la ciudad. El prefecto de Valparaíso, Luis Gutiérrez, realiza una llamada por el único teléfono que funciona en el puerto, el suyo (línea dejada libre a propósito por los golpistas), para avisar al subdirector de Carabineros, general Jorge Urrutia, que la infantería de marina está en las calles y ha empezado a tomar posiciones de combate. Urrutia telefonea al presidente, que se encuentra en su residencia de Tomás Moro. Allende, calmado, pide ubicar a Pinochet y a Leigh, pero son inubicables.

### Santiago
A las 7:20, Allende, en su automóvil Fiat 125, y el GAP se enfilan hacia La Moneda, al que llegan veinte minutos después.
Viste Allende una chaqueta de tweed y un pantalón marengo. Carga con un fusil AK-47, regalo de Fidel Castro, y el GAP ingresa al palacio de gobierno dos ametralladoras y tres RPG-7, además de sus armas personales.
Paralelamente llega a esas horas Pinochet al comando de telecomunicaciones, en Peñalolén, con capacidad de anular las comunicaciones de algunas emisoras de radio, un poco retrasado en la hora. Se organizan las redes de comunicaciones con las demás ramas de las Fuerzas Armadas, especialmente con Leigh, que se encuentra en la Academia de Guerra Aérea, y con Patricio Carvajal que está en el ministerio de defensa, que será el coordinador de todo el golpe.
Allende trata de obtener información sobre el movimiento, al no poder contactar a Pinochet exclama, "Pobre Pinochet, debe estar preso". Sepúlveda, director general de Carabineros llega a La Moneda, y le asegura que Carabineros le seguirá fiel al gobierno. Lo ignora, pero Carabineros ya estaba controlado por los generales César Mendoza y Arturo Yovane.
Allende emitirá a continuación su primer mensaje del día a la nación, en el que advierte la sublevación de un sector de la marinería. No llama al pueblo a las armas ni a la violencia, sino a la prudencia. Allende se queda en palacio junto al dispositivo de seguridad del GAP, sus médicos personales, algunos colaboradores cercanos, su secretaria personal, como también se encontraban en La Moneda detectives del Servicio de Investigaciones, actual PDI, al mando del Inspector Juan Seoane Miranda, seguido de los detectives Fernando del Pino Abarca, Carlos Espinoza Pérez, Quintín Romero Moran, David Garrido Gajardo, Eduardo Ellis Belmar, Pedro Valverde Quiñones, Erasmo Torrealba Aliaga, Douglas Gallegos Todd, Carlos San Martín Zúñiga, José Sotomayor Llano, Juan Romero Moran, Luis Henríquez Seguel, Reinaldo Hernández Tarifeño, Héctor Acosta Rey, Gustavo Basaure Barrera y Juan Collio Huenuman, quienes pese a que Allende anteriormente los había dejado en libertad de acción, no abandonaron el lugar, aduciendo que quedarse a defender el palacio era cumplir con el deber.

### Primera proclama golpista
A las 8:42, la «Cadena Democrática», formada por las radios Minería y Agricultura, emite la primera proclama militar. Allende debe hacer entrega inmediata de su cargo a la junta de gobierno, integrada por los jefes supremos de las fuerzas Armadas: Pinochet, Leigh, Merino y Mendoza —los dos últimos recién acababan de tomar las jefaturas supremas de sus ramas, Armada y Carabineros respectivamente—.
Aún a esa hora, las cadenas de reacción de la UP en la periferia de la ciudad no se habían agrupado, cosa que les pareció sorprendente a los oficiales de las FF. AA. que tenían conocimiento de ellas a través de los informes de inteligencia, de la prensa y de los mismos sectores de izquierda que aseguraban tener estos grupos de reacción provistos de armamento liviano. A las 11:00 horas la mayoría de estas cadenas habían sido anuladas por personal de Carabineros o de las FF. AA., siendo la única sin desarticular la unidad perteneciente a La Legua, que sorprendió y repelió a las fuerzas de Carabineros encargadas de anularlas.[cita requerida]
La proclama leída por el teniente coronel Roberto Guillard decía:

A partir de este momento damos paso a una red provincial y nacional de radiodifusión de las fuerzas armadas. Se invita a todas las radioemisoras libres a conectarse a esta cadena.

Santiago, 11 de septiembre de 1973. Teniendo presente:
1.º- La gravísima crisis económica, social y moral que está destruyendo el país;
2.º- La incapacidad del Gobierno para adoptar las medidas que permitan detener el proceso y desarrollo del caos;
3.º- El constante incremento de los grupos armados paramilitares, organizados y entrenados por los partidos políticos de la Unidad Popular que llevarán al pueblo de Chile a una inevitable guerra civil, las Fuerzas Armadas y Carabineros de Chile declaran:
1.º- Que el señor Presidente de la República debe proceder a la inmediata entrega de su alto cargo a las Fuerzas Armadas y Carabineros de Chile.
2.º- Que las Fuerzas Armadas y el Cuerpo de Carabineros de Chile están unidos, para iniciar la histórica y responsable misión de luchar por la liberación de la Patria del yugo marxista, y la restauración del orden y de la institucionalidad.
3.º- Los trabajadores de Chile pueden tener la seguridad de que las conquistas económicas y sociales que han alcanzado hasta la fecha no sufrirán modificaciones en lo fundamental.
4.º- La prensa, radiodifusoras y canales de televisión adictos a la Unidad Popular deben suspender sus actividades informativas a partir de este instante. De lo contrario recibirán castigo aéreo y terrestre.
5.º- El pueblo de Santiago debe permanecer en sus casas a fin de evitar víctimas inocentes.
Firmado: Augusto Pinochet Ugarte, General de ejército, Comandante en jefe del Ejército; Toribio Merino Castro, Almirante, Comandante en jefe de la Armada; Gustavo Leigh Guzmán, General del Aire, Comandante en jefe de la Fuerza Aérea de Chile; y César Mendoza Durán, General, Director General de Carabineros de Chile.

Se le da también al presidente un ultimátum: si La Moneda no es desalojada antes de las 11, será atacada «por tierra y aire». El ambiente en La Moneda es de tristeza, lo peor que podía ocurrir estaba pasando. Carabineros retira las tanquetas apostadas frente a La Moneda y el personal se retira.

### Primeras reacciones de partidarios del Gobierno de la UP
Muchos reaccionan de forma violenta contra la proclama. La CUT llama los trabajadores a ocupar fábricas y fundos, organizar la resistencia y esperar instrucciones, con la esperanza de poder detener el golpe, por medio de los cordones industriales. Allende, que da otro discurso, por el contrario no hace ninguna referencia a la lucha armada ni instrucciones a los líderes de la UP. Mientras un séquito de ministros aparecen y entran a conversar con el presidente para conocer su opinión. A pesar de las ideas de sacarlo, él es tajante con su idea de defender su puesto hasta el final.
Los militares se contactan con La Moneda y le hacen la proposición de sacarlo del país, pero reciben una respuesta clara, Allende no se va a rendir. Pinochet se contacta con Carvajal, quien le indica la negativa del presidente a rendirse:
Carvajal: Yo hablé personalmente con él, le intimé rendición en nombre de los comandantes en jefe. Eh... Contestó con una serie de garabatos, no más.
Pinochet: O sea, quiere decir que a las 11, cuando lleguen los primeros pericos... Vai a ver lo que va a pasar. ¡A las 11 en punto se bombardea!
Carvajal: Cuando se evacue la Moneda va a ser más fácil asaltarla.
Pinochet: Una vez bombardeada la asaltamos con el Buin y con la escuela de infantería. Hay que decirle a [Herman] Brady.
Carvajal: Conforme. Vamos a esperar no más que evacuen los edecanes y los carabineros.
Pinochet: Conforme.
A las 9:55 los tanques del general Palacio ingresan en el perímetro de La Moneda; hacía poco que se había desatado el fuego. Francotiradores apostados en los altos edificios aledaños tratan de repelerlos, y se inicia la balacera, pero La Moneda aún no es atacada.

### Último discurso radial del presidente Allende
A las 10:15, a través de Radio Magallanes, la última pro-gubernamental aún no silenciada, Allende emite su último mensaje a la Nación:

Ésta será, seguramente, la última oportunidad en que me pueda dirigir a ustedes. La Fuerza Aérea ha bombardeado las torres de Radio Portales y Radio Corporación. Mis palabras no tienen amargura, sino decepción, y serán ellas el castigo moral para los que han traicionado el juramento que hicieron: Soldados de Chile, comandantes en jefe y titulares..., el almirante Merino... más el señor Mendoza, general rastrero que sólo ayer manifestara su solidaridad y lealtad al gobierno, también se ha denominado director general de Carabineros.

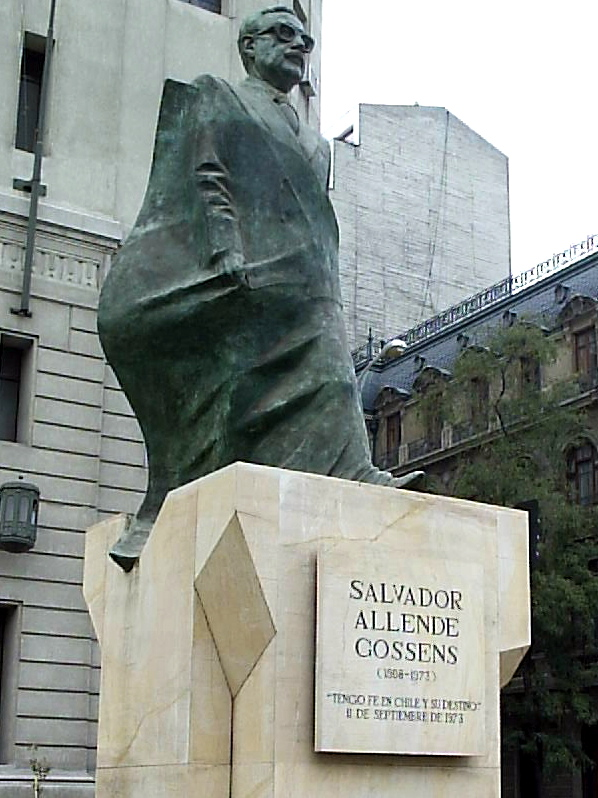
Estatua de Salvador Allende frente al Palacio de la Moneda.

Ante estos hechos sólo me cabe decirle a los trabajadores: Yo no voy a renunciar. Colocado en un tránsito histórico, pagaré con mi vida la lealtad del pueblo. Y les digo que tengo la certeza de que la semilla que entregáramos a la conciencia digna de miles y miles de chilenos no podrá ser segada definitivamente. Tienen la fuerza, podrán avasallarnos, pero no se detienen los procesos sociales ni con el crimen ni con la fuerza.

La historia es nuestra y la hacen los pueblos.

¡Trabajadores de mi Patria!: Quiero agradecerles la lealtad que siempre tuvieron, la confianza que depositaron en un hombre que sólo fue intérprete de grandes anhelos de justicia, que empeñó su palabra en que respetaría la Constitución y la ley, y así lo hizo. En este momento definitivo, el último en que yo pueda dirigirme a ustedes, espero que aprovechen la lección.

El capital foráneo, el imperialismo, unidos a la reacción, crearon el clima para que las Fuerzas Armadas rompieran su tradición: la que les señaló Schneider y que reafirmara el Comandante Araya, víctimas del mismo sector social que hoy estará en sus casas esperando, con mano ajena, reconquistar el poder para seguir defendiendo sus granjerías y sus privilegios...

Me dirijo sobre todo, a la modesta mujer de nuestras tierras, a la campesina que creyó en nosotros, a la obrera que trabajó más, a la madre que supo sobre la preocupación por los niños.

Me dirijo a los profesionales de la Patria, a los profesionales patriotas que siguieron trabajando contra la sedición auspiciada por los colegios profesionales, colegios de clases para defender también las ventajas de una sociedad capitalista de unos pocos.

Me dirijo a la juventud, a aquellos que cantaron y entregaron su alegría y espíritu de lucha. Me dirijo al hombre de Chile, al obrero, al campesino, al intelectual, a aquellos que serán perseguidos, porque en nuestro país el fascismo ya estuvo hace muchas horas presente; en los atentados terroristas, volando los puentes, cortando las vías férreas, destruyendo lo oleoductos y los gaseoductos, frente al silencio de quienes tenían la obligación de proceder. Estaban comprometidos. La historia los juzgará.

...Seguramente Radio Magallanes será acallada y el metal tranquilo de mi voz no llegará a ustedes. No importa, la seguirán oyendo. Siempre estaré junto a ustedes. Por lo menos mi recuerdo será el de un hombre digno que fue leal con la Patria.

El pueblo debe defenderse, pero no sacrificarse. El pueblo no debe dejarse arrasar ni acribillar, pero tampoco puede humillarse.

¡Trabajadores de mi Patria!: Tengo fe en Chile y en su destino. Superarán otros hombres este momento gris y amargo donde la traición pretende imponerse. Sigan ustedes sabiendo que, mucho más temprano que tarde, de nuevo abrirán las grandes alamedas por donde pase el hombre libre, para construir una sociedad mejor. ¡Viva Chile!, ¡Viva el pueblo!, ¡Vivan los trabajadores!

Éstas son mis últimas palabras, teniendo la certeza de que mi sacrificio no será en vano. Tengo la certeza de que, por lo menos, habrá una sanción moral que castigará la felonía, la cobardía y la traición.

- Wikisource contiene obras originales de o sobre Golpe de Estado en Chile de 1973.

### Ataque de artillería contra la Casa de Gobierno
A las 10:30, los tanques abren fuego contra la Moneda; les siguen las tanquetas y los soldados, fuego que es respondido por los miembros del GAP y francotiradores apostados en los edificios aledaños.
Carvajal se comunica nuevamente con Pinochet, informándole de la intención de parlamentar:
Carvajal: Me acaban de informar que habría intención de parlamentar.
Pinochet: No, se tiene que ir a la Moneda, él con una pequeña cantidad de gente.
Carvajal:...se retiraron, pero ahí...
Pinochet:...al ministerio, al ministerio...
Carvajal:...que se está ofreciendo parlamentar.
Pinochet: Rendición incondicional, ¡nada de parlamentar! ¡Rendición incondicional!
Carvajal: Bien, conforme, rendición incondicional, y se le toma preso, ofreciéndole nada más que respetarle la vida, digamos.
Pinochet: La vida y la integridad física, y en seguida se le va a despachar a otra parte.
Carvajal: Conforme. Ya... O sea que se mantiene el ofrecimiento de sacarlo del país.
Pinochet: Se mantiene el ofrecimiento de sacarlo del país. Pero el avión se cae, viejo, cuando vaya volando.
Carvajal: Conforme..., conforme. Vamos a proponer que prospere el parlamento.

### Ataque aéreo contra la Casa de Gobierno y la Casa Presidencial
Alrededor del mediodía, los aviones Hawker Hunter de la FACh, inician el ataque contra La Moneda, disparando en cuatro oportunidades sus cohetes Sura P3 sobre la casa de gobierno; el daño causado es devastador. Tal como lo demuestran las filmaciones hechas por los canales de televisión, desde la azotea del Hotel Carrera frente al costado oeste de la Plaza de La Constitución, en el primer ataque los cohetes destruyeron el portón norte y los techos del primer piso; en el segundo ataque los cohetes cayeron en el pabellón que separa los patios de Los Cañones y Los Naranjos. En el tercero un cohete rebotó en una de las gárgolas de la fachada y estalló en el segundo piso del lado sur; en el cuarto los cohetes cayeron de lleno sobre la fachada y una bola de fuego saltó a la calle y al quinto los aviones dispararon sus cañones automáticos Rolls Royce Aden calibre 30 mm. Otros dos aviones bombardean la residencia presidencial de Tomás Moro, a la sazón defendida por algunos miembros del GAP que no alcanzaron a irse con Allende a La Moneda. Uno de los aviones bombardea por equivocación el Hospital de la Fuerza Aérea de Chile, situado en las cercanías.
El 6 de julio de 2011 el periodista y escritor Eduardo Labarca reveló los nombres de los pilotos que bombardearon La Moneda y Tomás Moro. Hasta entonces, sólo se conocía el del líder del grupo de bombardeo, general (R) Mario López Tobar, quien escribió un libro —El 11 en la mira de un Hawker Hunter (1999)— en el que no identificaba a los otros participantes. La revelaciones fueron hechas 24 horas después de que el juez Mario Carroza, que investiga las causas de la muerte de Allende, interrogara al jefe de la Fuerza Aérea de Chile (FACH), Fernando Matthei, quien aseguró no conocer los nombres de los pilotos a cargo del ataque.
Mario López Tobar —nombre de combate: Libra; comandante del "Grupo de Aviación N.º 7" y piloto del Avión 1— cuenta en su libro citado que el ataque comenzó con el bombardeo de cinco antenas, en el que participaron él y otros tres aviones.
El primer disparo contra La Moneda, que perforó la puerta principal, lo hizo el teniente de 24 años Ernesto Amador González Yarra (Pekín), "famoso por su talento de piloto y certera puntería". El segundo ataque estuvo a cargo de Fernando Rojas Vender (Rufián), quien llegó a ser comandante en jefe de la FACH. Su primer disparo apuntó al techo del palacio presidencial. En una última pasada, los pilotos usaron cañones de 30 mm. La operación fue coordinada desde tierra por el operador aéreo, comandante Enrique Fernández Cortez (Gato).
La residencia de Tomás Moro —donde estaba Hortensia Bussi, la esposa de Allende— fue atacada por los Hawker Hunter que piloteaban el capitán Eitel von Mühlenbrock y el teniente Gustavo Leigh Yates, hijo del entonces comandante en jefe de la FACH y miembro de la junta militar. Fue Leigh el que "equivocó el blanco y bombardeó el Hospital de la FACH, por lo cual hasta su muerte hace tres años era objeto de bromas y tallas en la institución".
Labarca constata también las discrepancias que hay en torno a la hora exacta del ataque a La Moneda: "Según el coronel López Tobar, comandante de la operación, comenzó pocos minutos antes de las 11.30. El almirante Patricio Carvajal, jefe del estado mayor del golpe, sitúa el ataque entre las 11.52 y las 12.08. Según el general Gustavo Leigh, entonces comandante en jefe de la FACH, el ataque tuvo lugar “después de las 12”.

### Asalto de infantería contra la Casa de Gobierno
El ataque prosigue al palacio de gobierno con el uso de gases lacrimógenos, pero al ver que La Moneda todavía se negaba a rendirse, el general Javier Palacios decide tomarla y envía a un grupo de soldados a derribar la puerta del palacio, son las dos y media de la tarde. Dentro le gritan a Allende: ¡Presidente!, ¡el primer piso está tomado por los militares! ¡dicen que deben bajar y rendirse!.

### Llamamiento a la rendición en el Palacio de La Moneda y posterior suicidio de Allende

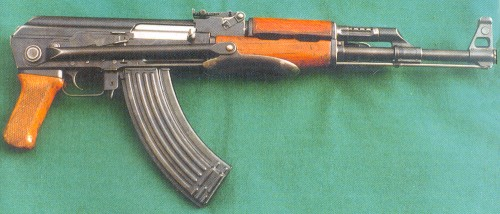
Fusil de asalto AKMS soviético, de culata plegable, del mismo tipo que usó Allende para suicidarse.

El presidente dispone rendirse: «¡Bajen todos! ¡dejen las armas y bajen! Yo lo haré al último».
Entonces, según el testimonio de uno de sus doctores, Patricio Guijón, que regresó para llevarse su mascarilla antigás («de recuerdo», dice), Allende grita: «¡Allende no se rinde, milicos de mierda!» y con el fusil AKMS que le había regalado Fidel Castro se dispara en la barbilla («más de un disparo, y menos de una ráfaga», según su testimonio), explotando la bóveda craneana y muriendo al instante.
El General Javier Palacios entra en el salón Independencia, y se encuentra con Allende y el doctor Guijón. Llama al oficial de radio y entrega su escueto informe: «Misión cumplida. Moneda tomada, presidente muerto».

### Le informan a Pinochet de la muerte del presidente Allende
A las 14.38, Carvajal le informa a Pinochet y a Leigh: «Hay una comunicación, una información de personal de la Escuela de Infantería que está ya dentro de La Moneda. Por la posibilidad de interferencia, la voy a transmitir en inglés: They say that Allende committed suicide and is dead now» («Ellos dicen que Allende se suicidó y ahora está muerto»).
Los bomberos apagaron el fuego de La Moneda entre las 14:30 y las 16 horas. En el libro de incidentes del Cuerpo de Bomberos de Santiago, que apagó el incendio la tarde de ese mismo día después que los militares entraron al edificio, quedó el siguiente registro:

«El trabajo en el incendio del Palacio de La Moneda se organizó con el material movilizado, en forma de evitar que el fuego se propagara más allá de lo que tenía comprometido a la llegada del Cuerpo, y que era todo el amplio sector comprendido por el frente de la calle Moneda (excepto la primera oficina del lado oriente) y el de la calle Teatinos hasta más o menos 25 metros de distancia de la esquina de la Plaza de la Libertad, incluidas las edificaciones que existían dentro del Palacio circundando el patio cercano a la entrada por calle Moneda y el bloque que atravesaba de oriente a poniente, al ala norte del patio de Los Naranjos, excepto el Gran Comedor, denominado también Salón Toesca. Se logró detener el fuego.

En consecuencia, no sufrió daño alguno la zona del edificio comprendida desde Morandé 80 hacia el sur y la que tiene frente a la Plaza de la Libertad, desde Morandé hasta Teatinos. La extinción total de los escombros sólo se logró el viernes 14 de septiembre y explica que el miércoles 12 debieron acudir 7 compañías en distintas horas, y 5 más el viernes 14.»

### Primera reunión tras la muerte del presidente Allende
A las 18 horas se reunieron en la Escuela Militar los cuatro comandantes máximos de las Fuerzas Armadas, eran la nueva Junta Militar. A excepción de unas pequeñas escaramuzas en sitios aislados de Santiago, la junta toma el poder del país. La Unidad Popular y su presidente habían muerto, se iniciaban los 16 años y medio de dictadura.

## Reacciones

### Expresidentes de Chile
El 18 de septiembre de 1973 se realizó el tradicional Te Deum en la Basílica de La Gratitud Nacional (Santuario María Auxiliadora, de los Padres Salesianos), asistiendo los expresidentes de la República Gabriel González Videla (ex-Radical), Jorge Alessandri Rodríguez (Independiente pro Nacional) y Eduardo Frei Montalva (Demócrata Cristiano). Dicha acción fue interpretada como una señal de apoyo a la Junta Militar de los expresidentes. De hecho tanto González Videla como Alessandri Rodríguez colaboraron activamente con la dictadura de Pinochet como miembros del Consejo de Estado.

El 10 de octubre de 1973, en una entrevista dada al diario español ABC, el ex Presidente Eduardo Frei Montalva habría señalado: Los militares han salvado a Chile.
Un mes más tarde el exgobernante, en una carta de 23 páginas enviada a Mariano Rumor, presidente mundial de la Democracia Cristiana, declaró lo siguiente:

“A nuestro juicio, la responsabilidad íntegra de esta situación y, lo decimos sin eufemismo alguno, corresponde al régimen de la Unidad Popular instaurado en el país; las Fuerzas Armadas, estamos convencidos, no actuaron por ambición, más aún, se resistieron largamente a hacerlo, su fracaso sería el fracaso del país.”
Carta de Eduardo Frei Montalva a Mariano Rumor, el 8 de noviembre de 1973.

### Internacionales
El primer ministro británico, el conservador Edward Heath, se abstuvo de condenar el golpe de Estado y miembros de su gobierno expresaron su fuerte apoyo en privado. El 12 de septiembre de 1973 el Congreso de la República de Venezuela comunicó su rechazo al «golpe cuartelario consumado contra el gobierno constitucional del Presidente Salvador Allende».

## Consecuencias

### Inmediatas

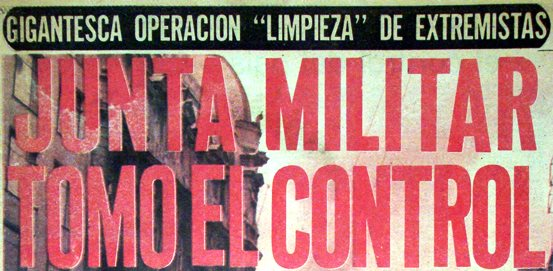
Portada del diario La Tercera publicada el 13 de septiembre de 1973.

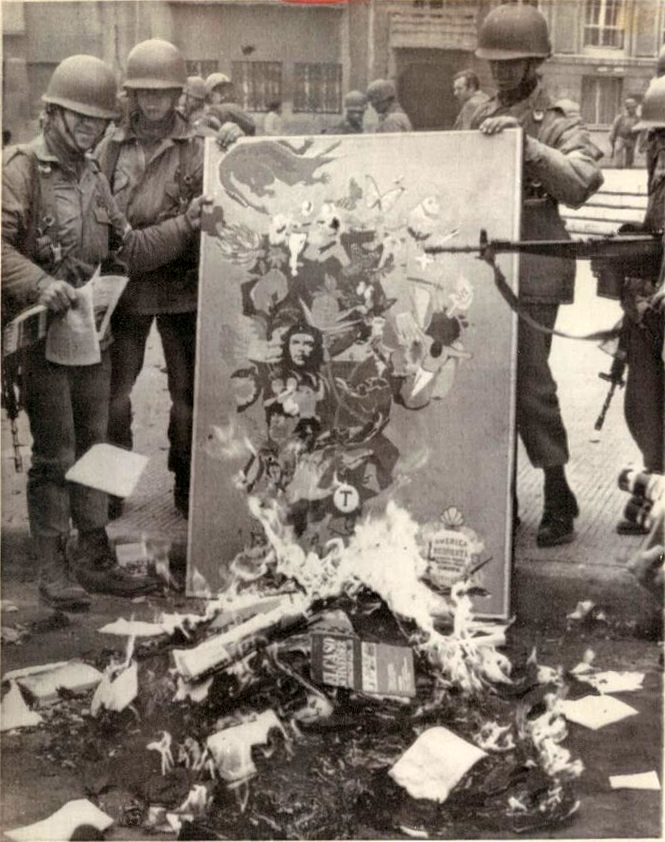
Quema de libros, revistas y periódicos políticos durante el allanamiento a la Remodelación San Borja el 23 de septiembre de 1973.

Se declaró el toque de queda en todo el territorio nacional a partir de las 15 horas del 11 de septiembre de 1973, se permitió a los civiles, previo control, abandonar el centro de las ciudades y dirigirse a sus casas. En Santiago, inmediatamente las instalaciones de las radios Portales, Magallanes y Corporación, todas las estaciones de TV excepto Canal 13 fueron silenciadas y sus operadores, locutores y directores detenidos a las 13.30 horas y llevados al Banco del Estado de Chile. Los diarios Clarín, El Siglo y otros fueron allanados y sus prensas destruidas.
En las zonas rurales se detuvieron a muchos dirigentes de la Reforma Agraria, muchos fueron ejecutados en el lugar de detención. La colonia alemana benefactora Villa Baviera, ubicada en la zona central, sirvió como centro de detención y lugar de desaparición de muchos activistas de la Unidad Popular.
Cientos de miles de proallendistas tomaron aquellas especies, registros, carné de partidos, libros y propaganda comprometedora y se deshicieron de ella enterrándolas, quemándolas o botándolas a los cauces de ríos. Se declaró ilegal y proscrito al Partido Comunista y Socialista; los partidos Nacional, Democratacristiano y Radical fueron suspendidos cuando se disolvió el Senado. Se conminó a todos los ciudadanos a entregar sus armas de fuego en las comisarías de Carabineros.
Se instó a denunciar a los adherentes al gobierno, por ser traidores a la Patria, según decía el comunicado militar denunciándolos ante las comandancias y cantones. Se publicaron bandos que instaban a la población a delatar a los líderes más prominentes de la UP tales como Carlos Altamirano, Volodia Teitelboim, José Tohá, Luis Corvalán y otros.
Se llamó a aquellos que tuvieran cargos y representatividades de grupos sociales a entregarse a las comisarías para regularizar su situación. Se detuvieron a miles de personas y fueron conducidas el Estadio Chile y luego al Nacional, a aquellas personas que fueron llamadas a viva voz y respondieron de entre la multitud fueron ejecutadas en el mismo lugar, como es el caso de Víctor Jara.
En la Universidad Técnica del Estado de Santiago, militares hicieron allanamientos y ejecutaron a decenas de estudiantes combatientes en las mismas aulas. Muchas ejecuciones fueron hechas a la "bala en fila". Fueron allanadas las fábricas, las reparticiones públicas y las mineras forzando a los trabajadores a seguir laborando y manteniendo la producción en marcha. En muchas fábricas se realizaron detenciones de todos los sindicalistas y representantes de gremios de la Unidad Popular.
Las poblaciones populares tales como La Legua, La Victoria y San Ramón (La Bandera) fueron allanadas y sus pobladores detenidos en masa. En la Villa La Reina se produjeron ejecuciones sumarias a aquellos líderes que se sorprendieron ocultos. Durante todo el día y la noche y toda la semana se escucharon disparos de ametralladoras en distintos puntos de la capital.
En el sur de país, el 12 de septiembre un grupo trabajadores, campesinos y activistas del Movimiento Campesino Revolucionario intentaron tomarse el retén de carabineros de Neltume en la cordillera valdiviana en un intento fallido de defender el gobierno de la UP, que acabó sin muertos ni heridos. Por dicho acto serían ejecutados sumariamente 12 personas tres semanas más tarde en Valdivia.
Miles de perseguidos políticos se refugiaron en las embajadas de gobiernos amigos de la Unidad Popular, como es el caso de Suecia, Italia, Canadá, Australia, Dinamarca, México, Unión Soviética y Cuba. Otras personas, especialmente ajenas a la política, se refugiaron en Canadá. En principio, Canadá no permitió a muchos chilenos refugiarse en su país debido a sus estrictas leyes de inmigración. Pero en 1976, con la ayuda de trabajadores del gobierno, como Bob Thompson; iglesias, grupos de los derechos humanos, y muchos más, se modificaron las leyes de inmigración en Canadá. Después, a miles de chilenos se les permitió el ingreso al país. Esta operación fue conocida como «Movimiento Especial de Chile».
El 15 de septiembre de 1973, Nixon llamó a Kissinger nuevamente. Se lamentaron sobre lo que Kissinger calificó como los diarios llorones y la sucia hipocresía de la prensa por concentrarse en la represión de los militares chilenos y las condenas al rol jugado por Estados Unidos.
En esta conversación telefónica, que fue desclasificada en mayo de 2004, Nixon señala: Nuestra mano se mantiene oculta en esto.
Y Kissinger replica:
No lo hicimos nosotros… Quiero decir, les ayudamos. [Censurado] creó las máximas condiciones posibles… En la era de Eisenhower, seríamos considerados héroes.

### Generales
El golpe de Estado puso fin en Chile a casi 50 años de desarrollo de la institucionalidad democrática, inaugurada con la aplicación de la Carta de 1925 tras la caída de la dictadura de Carlos Ibáñez del Campo en 1931. Tal institucionalidad venía experimentando desde comienzos de los 60 una fuerte erosión producto de los proyectos mutuamente excluyentes de los sectores políticos dominantes. En lo más cercano el golpe clausuró la "vía chilena al socialismo" largamente esperada por los sectores de izquierda e inauguró un extenso período de facto caracterizado por la concentración casi total del poder en la Junta de Gobierno y en la figura del General Pinochet, así como una fuerte represión sobre los sectores opositores y disidentes (políticos, sindicales, gremiales y poblacionales) mediante la acción de organismos de seguridad creados para el efecto (DINA, CNI), con su cortejo de violaciones a los derechos humanos fundamentales. El período terminaría en 1990, debido a que la misma Constitución de 1980, promulgada por el general Pinochet y legitimada en un plebiscito (aunque sus resultados han sido cuestionados, debido a que no hubo posibilidades de fiscalización y propaganda electoral por parte de la oposición en ese entonces, ni registros electorales ya que estos habían sido destruidos en julio de 1974), decía que en 1988 los comandantes en jefe de las fuerzas armadas y de orden debían nombrar a un candidato único a la presidencia de Chile (que posteriormente sería el mismísimo General Pinochet), y que en caso de ser derrotado (como así fue) habría elecciones presidenciales libres en 1989 en conjunto con las elecciones parlamentarias; en dichas elecciones fue elegido Patricio Aylwin quien asumió la presidencia de Chile el 11 de marzo de 1990.
En lo social significó el comienzo de un dominio sin contrapeso de los sectores empresariales, los cuales aprovecharon el desmantelamiento de la estructura productiva estatal llevado a cabo por la dictadura militar de Pinochet a fines de los 70 y comienzos de los 80, por medio de un proceso de privatización. Por otra parte, significó el comienzo de una pauperización de las clases medias y la precariedad e inestabilidad laboral para los sectores asalariados. También el golpe significó el comienzo de un largo exilio para miles de chilenos.
En lo estrictamente económico significó un cambio radical de orientación del papel del Estado en materia económica: de un rol productor y estatizador desarrollado desde la década de los 20, se pasaría a uno de tipo subsidiario, inspirado en las doctrinas económicas neoliberales; éstas privilegiaron en Chile un control estricto de la inflación y de la emisión del circulante, así como una política radical de privatizaciones de las empresas públicas y el fomento de las exportaciones de bienes producidos por el sector primario (agrícolas, mineros) y la importación de bienes de consumo y de capital.
En lo cultural, el golpe significó el comienzo del llamado "apagón cultural", caracterizado por la represión y autorrepresión de ciertas manifestaciones culturales consideradas contrarias a la línea de la dictadura militar.

## Conmemoraciones

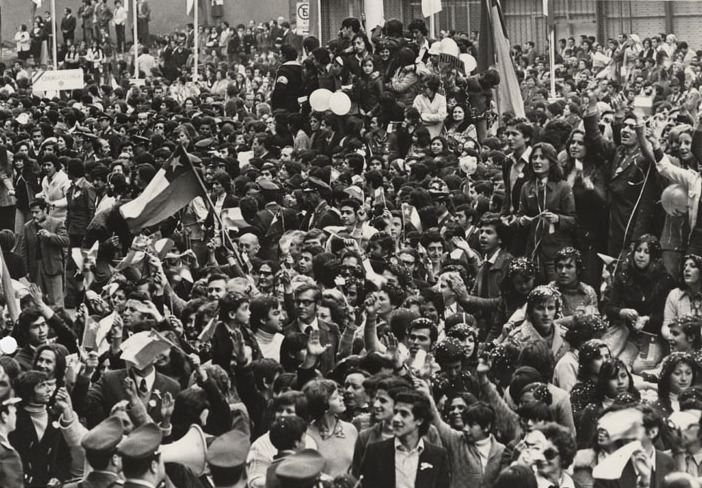
Manifestación de apoyo al gobierno de facto, el 11 de septiembre de 1976.

Cada 11 de septiembre desde 1974 se han realizado, tanto en Chile como en otros países, diversos actos en conmemoración a este golpe de Estado, tanto con un carácter festivo por parte de los adherentes a la dictadura militar, como reflexivo por parte de sus detractores.
Durante la dictadura, la conmemoración era conocida como el «Aniversario de la Liberación Nacional» por la Junta, día en que se realizaban actos oficiales, de marcado carácter militar y encabezados por Augusto Pinochet, para «honrar» a las Fuerzas Armadas por su intervención. Uno de los primeros actos de este tipo fue el encendido de un fuego ceremonial conocido como la Llama de la Libertad, el 11 de septiembre de 1975.
En 1978 se declaró feriado legal la tarde del 11 de septiembre de ese año, y posteriormente, en 1981, el régimen instauró el feriado del «Aniversario de la Liberación Nacional», creado por Ley 18.026. La represión y censura a los detractores de la dictadura no permitió realizar en Chile actos masivos que demostraran repudio a esa fecha, durante gran parte de la década de 1980. Sin embargo, en el exterior se realizaron cientos de manifestaciones con miles de asistentes, incluyendo a chilenos exiliados por el régimen.

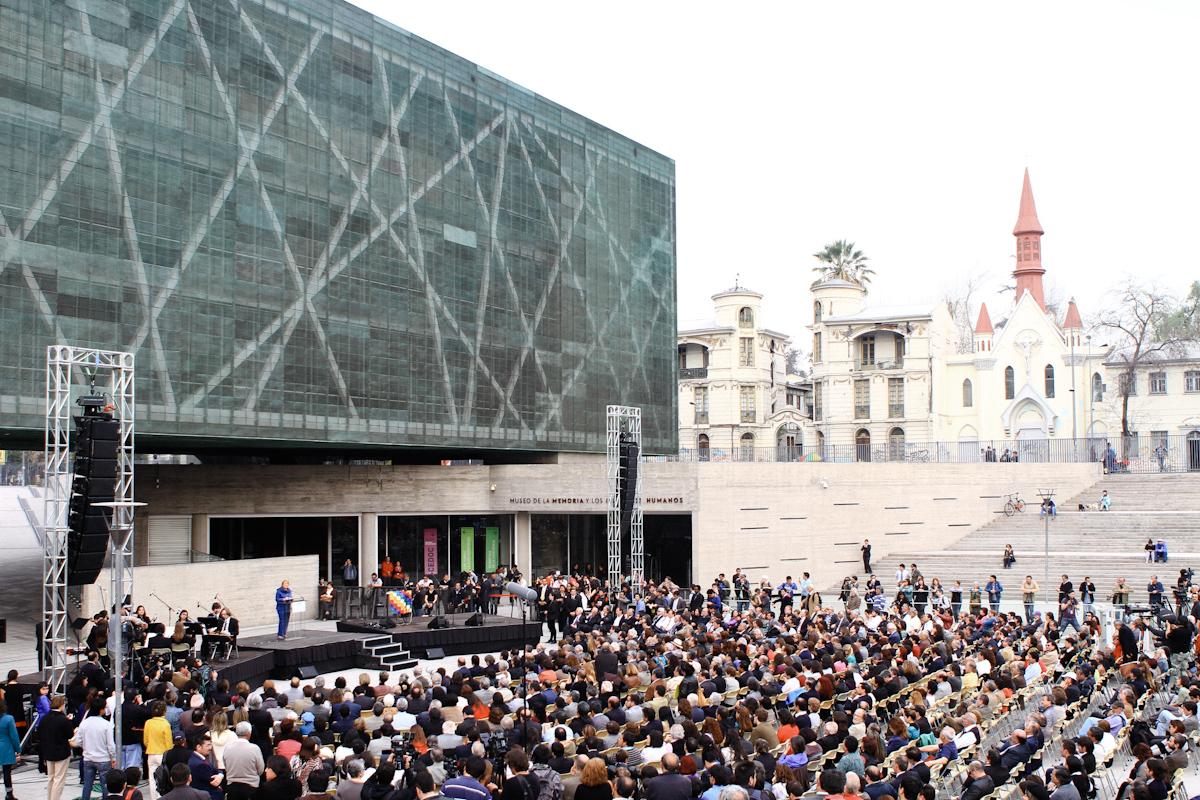
Conmemoración del golpe en el Museo de la Memoria y los Derechos Humanos, 9 de septiembre de 2013.

En 1983 se conmemoró la primera década desde el golpe, ocasión en la cual se realizó una marcha por la Alameda, entre el Palacio de La Moneda y el Edificio Diego Portales —entonces sede del gobierno—, donde Pinochet dio un discurso de 95 minutos en donde ratificó el «compromiso irrenunciable para con la patria» de las Fuerzas Armadas. El último 11 de septiembre con Pinochet al mando de Chile fue el de 1989, en donde a modo de despedida, se dirigió al país diciendo que seguiría luchando «para (sic) esta bendita patria»; ese mismo día, unos cinco mil detractores de la dictadura se congregaron en la tumba de Salvador Allende, en ese entonces ubicada en Viña del Mar, para rendirle homenaje.

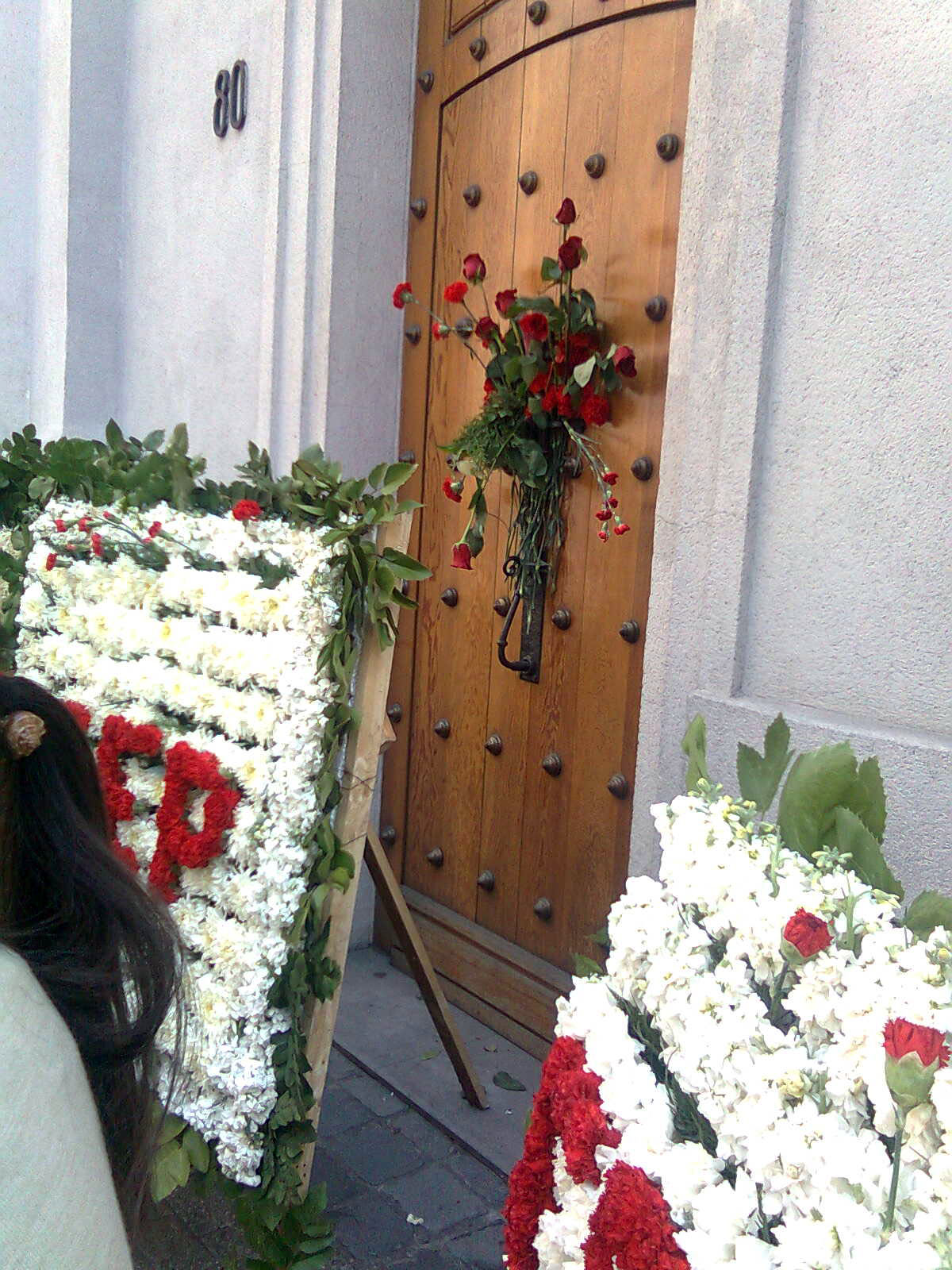
Flores en Morandé 80, 11 de septiembre de 2009.

Con la llegada de la democracia, el 11 de septiembre fue conmemorado de manera discreta por el presidente Patricio Aylwin, incluyendo el aniversario 20.º del golpe, en que no hubo acto oficial del gobierno. Durante la década de 1990 los partidarios y detractores de la dictadura realizaron sus actos correspondientes, y se volvió común el desarrollo de disturbios entre manifestantes y carabineros en las principales ciudades. El feriado de la «Liberación Nacional» no fue derogado sino hasta 1998, año en que se cambió por el «Día de la Unidad Nacional» (celebrado el primer lunes de septiembre), el cual no tuvo el recibimiento esperado y fue derogado en 2002.

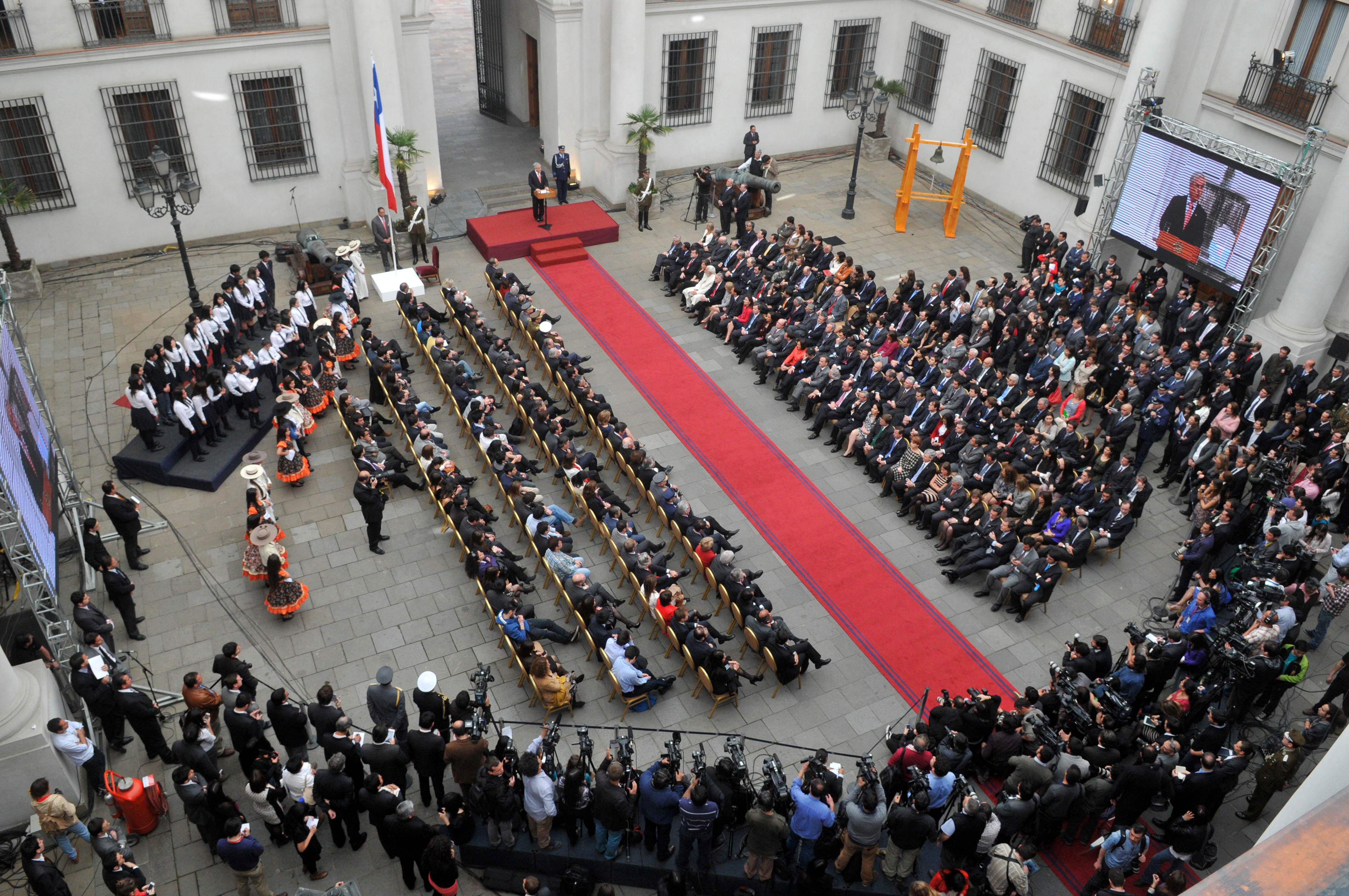
Conmemoración del golpe en el Palacio de La Moneda, 9 de septiembre de 2013.

El 11 de septiembre de 2003, cuando se cumplían 30 años del golpe, se realizó una gran ceremonia oficial en el Palacio de La Moneda liderada por el presidente socialista Ricardo Lagos. En el palacio de gobierno se reabrió una puerta del edificio con el número 80 de la calle Morandé, por donde fue sacado el cadáver de Allende en 1973 y que fue tapada por el régimen de Pinochet.

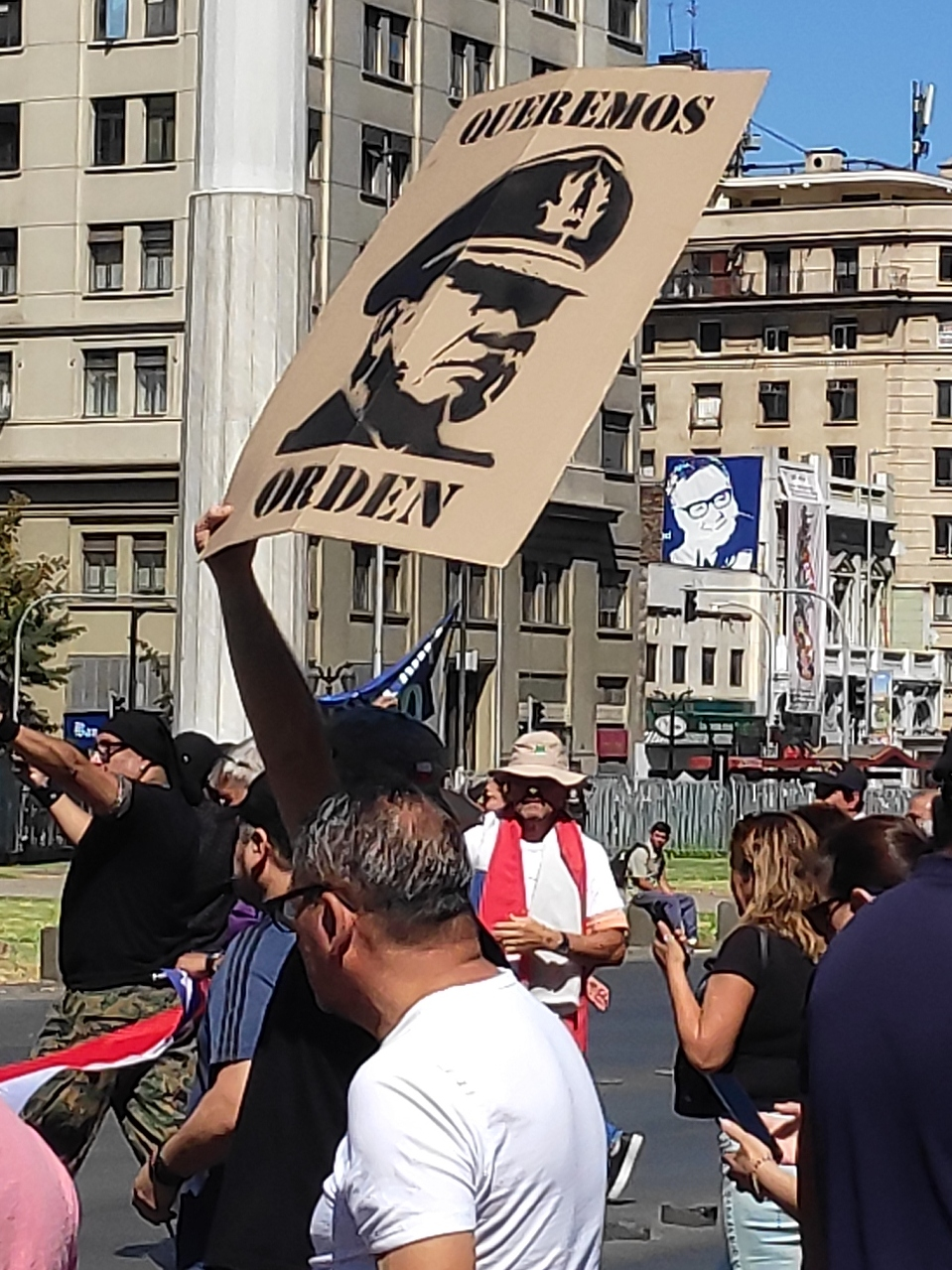
Un chileno afirma un afiche de Augusto Pinochet mientras en el fondo hay uno de Salvador Allende en 2023.

En 2013, el presidente Sebastián Piñera, el primero de derecha tras el retorno a la democracia, realizó un acto en La Moneda para conmemorar los 40 años del golpe el 9 de septiembre de ese año, donde afirmó que éste «fue el desenlace previsible, aunque no por ello inevitable, a una larga y penosa agonía de los valores republicanos», y el 11 de septiembre asistió a una misa católica en el mismo palacio. La oposición al gobierno no aceptó la invitación de Piñera para asistir al acto en La Moneda, y realizó uno propio en el Museo de la Memoria y los Derechos Humanos, el 9 de septiembre, encabezado por la expresidenta y candidata presidencial Michelle Bachelet, quien el 11 de septiembre visitó Villa Grimaldi, lugar donde en 1975 fue torturada por militares.

## Actualidad
El 25 de enero de 2010, los once cuerpos encontrados en el Campo Militar Peldehue fueron identificados como de los asesores del presidente Allende asesinados en la Moneda mediante análisis de ADN. Las identidades corresponden a los dos asesores del presidente Allende, Enrique Paris Roa (40 años al momento de su detención) y Héctor Pincheira Núñez (28); y a los nueve integrantes de la seguridad personal (GAP) del mandatario, Óscar Avilés Jofré (28), Manuel Castro Zamorano (23), Óscar Lagos Ríos (21), Julio Moreno Pulgar (24), Luis Rodríguez Riquelme (¿?), Jaime Sotelo Ojeda (33), Julio Tapia Martínez (24), Héctor Urrutia Molina (22) y Juan Vargas Contreras (23). Las identidades de Lagos, Moreno, Tapia y Vargas aparecieron como «lanzados al mar» en el informe sobre el destino final de 200 detenidos desaparecidos que entregó el Ejército de Chile en enero de 2001, luego de la mesa de diálogo de derechos humanos realizada en 2000.
El 23 de mayo de 2011, los restos de Salvador Allende fueron exhumados con el objeto de dilucidar por completo la causa de su muerte; la familia del expresidente solicita que el Ejército ayude a localizar el fusil con el cual se supone que Allende se suicidó y que fue incautado durante el Golpe Militar. El 19 de julio del mismo año, fue entregado el resultado de los estudios de la exhumación, confirmando la teoría del suicidio del presidente Allende como causa de su muerte. Según los expertos, la presencia de dos salidas de bala se deberían a que el arma estaba en estado automático. El forense Francisco Etxeberria que participó en la nueva autopsia declaró que «[c]on base en argumentos técnicos y científicos podemos asegurar que la muerte del presidente Salvador Allende se produjo como consecuencia directa de un disparo realizado bajo el mentón que le produjo la destrucción de la cabeza y la muerte inmediata, lo que interpretamos como suicida desde la perspectiva forense».

## En la cultura popular
- Llueve sobre Santiago (1975), película de Helvio Soto
- El golpe de estado (1976), segunda parte de la trilogía La batalla de Chile, documental de Patricio Guzmán
- Chile... y su verdad (1977), documental de Aliro Rojas Beals
- Desaparecido (1982), película de Costa-Gavras
- Dulce país (1987), película de Michael Cacoyannis
- Machuca (2004), película de Andrés Wood
- El clavel negro (2007), película de Ulf Hultberg
- Dawson. Isla 10 (2009), película de Miguel Littín
- Post mortem (2010), película de Pablo Larraín
- Allende en su laberinto (2014), película de Miguel Littín
- Colonia (2015), película de Florian Gallenberger
- ¡Nae pasaran! (2017), documental de Felipe Bustos Sierra